# هيرمان هيو فودنبرغ
هيرمان هيو فودنبرغ (بالإنجليزية: H. Hugh Fudenberg) (24 أكتوبر 1928 - 15 مارس 2014) هو طبيب متقاعد متخصص في علم المناعة الطبي الذي يدير مؤسسة بحوث العلاج العصبي المناعي في سبارتانبورغ، ساوث كارولينا. نشر فودنبرغ أكثر من 600 ورقة بحثية، بما في ذلك تقارير الحالة وسلسلة الحالات في مجلة نيو انغلاند الطبية.
كان فودنبرغ مؤيدًا لنظرية أن هناك علاقة بين لقاح الحصبة والنكاف والحصبة الألمانية والتوحد. وفي عام 1995، عُلقت رخصة فودنبرغ الطبية للحصول على مواد خاضعة للمراقبة بصورة غير سليمة.

## تعليمه
وتلقى فودنبرغ من جامعة كاليفورنيا في عام 1949 ودكتوره من جامعة شيكاغو في عام 1953. تلقى فودنبرغ درجة الماجستير في الكيمياء المناعية من جامعة بوسطن في عام 1957.

## حياته العملية
شملت مجالات بحثه، التي أجريت أساسًا في الستينيات والسبعينيات، البحث في الأجسام المضادة والمستقبلات لهذا الجزيء في الخلايا الأحادية، وكذلك قدرة خلايا الدم الحمراء على تشكيل تشكيلات زهرية الشكل حول اللمفاويات الدموية الطرفية في المختبر.
تم تعيين فودنبرغ من قبل وحدة المشاريع الخاصة التابعة لمجلس بحوث التبغ في عام 1972، لدراسة ما إذا كان بعض الناس مستعدين وراثيًا للإصابة بداء الانسداد الرئوي المزمن). وجد في فودنبرغ في البداية أن ما يصل إلى 10٪ قد يصابون، وكان يخطط لتحذير هؤلاء الناس من عدم تدخين التبغ، ولكن تم قطع تمويله دون تفسير قبل أن يتمكن من القيام بذلك. وقال فودنبرغ: «ربما يكونوا قد قطعوا التمويل بسبب أن ذلك الأمر قد يؤثر بالسلب».
تدرب من 1954إلى عام 1956تحت إشراف الدكتور ويليام دامشيك، المحرر السابق لمجلة الدم وأكمل الإقامة في مستشفى بيتر بنت بريغام من 1956-1965. كان فودنبرغ سابقًا أستاذًا في جامعة كاليفورنيا، سان فرانسيسكو، وكذلك أستاذ مشارك في علم المناعة في جامعة كاليفورنيا في بيركلي. شغل فودنبرغ منصب رئيس تحرير مجلة علم المناعة الطبية وعلم المناعة الذاتية لمدة 15 عامًا، ووضع اختبار روزيت كذلك. بالإضافة إلى ذلك، ترأس فودنبرغ لجنة الخبراء المعنية بالمناعة في منظمة الصحة العالمية لمدة 20 عامًا. في عام 1974، انتقل إلى ولاية كارولينا الجنوبية، وعلى وجه التحديد الجامعة الطبية في ولاية كارولينا الجنوبية، حيث ظل أستاذًا حتى عام 1989.

## جدل لقاح الحصبة والنكاف والحصبة الألمانية
بدأ فودنبرغ في الثمانينات المناداة بأن لقاح الحصبة والنكاف والحصبة الألمانية يسبب التوحد - موقف غريب أدى إلى الجدل لقاح الحصبة والنكاف والحصبة الألمانية. ويخلص الإجماع العلمي إلى أنه لا يوجد دليل يربط اللقاح بحدوث التوحد، وأن فوائد اللقاح تفوق كثيرًا مخاطره. نشر فودنبرغ أبحاثه في مجلة بيوثيرابي (التي توقفت الآن) في عام 1996، وخلص إلى أن «15 من 40 طفلا عانوا من التوحد في غضون أسبوع من التطعيم بلقاح الحصبة والنكاف والحصبة الألمانية». وقد استشهد بهذا البحث أندرو ويكفيلد (أندرو ويكفيلد) عام 1998. العلم يرفض العلم اقتراح وجود رابط بين اللقاح والتوحد ويعتبره بأنه «الخدعة الطبية الأكثر ضررًا في ال 100 سنة الماضية».
وذكر فودنبرج في مقابلة أجريت عام 2004 مع بريان دير أنه كان قادرًا على علاج الأطفال المصابين بالتوحد باستخدام نخاع العظام الخاص به. فودنبرغ كان مخترعًا مشاركًا لعلاجات لمرض التوحد مع ويكفيلد حصلت على براءة اختراع في بداية عام 1997، وذكر ويكفيلد في رسالة إأنه كان ينتظر منحة من كلية الطب الملكي لتمويل باقي الأبحاث.

## الجدل حول لقاح الإنفلونزا
في حلقة من لاري كينغ لايف عام 2005 التي استضاف لاري كينغ فيها بيل مار قال مار: «إذا كان لديك إنفلونزا لأكثر من خمس سنوات على التوالي، فإن احتمالية لإصابتك بمرض ألزهايمر تصل إلى عشرة أضعاف». وقد عثر ديفيد غورسكي على أن هذا الادعاء يعود إلى فودنبرغ؛ وأشار غورسكي إلى أنه ظهر على ما أسماه موقع ويب über-كرانك. وعلى وجه التحديد، يبدو أن فودنبرغ قدم هذا الادعاء عندما تحدث في المؤتمر العام الدولي الأول للتطعيم، الذي عقده المركز الوطني لمعلومات اللقاحات في أرلنغتون بولاية فيرجينيا في عام 1997. يبدو أن مصدر هذا الادعاء غير معروف، حيث لا توجد دراسة منشورة في مجلة استعراض الأقران تقدم مثل هذا الادعاء. ووجدت إحدى الدراسات أن التعرض السابق للقاح الأنفلونزا في الواقع يقلل من خطر الإصابة بمرض ألزهايمر.

## إلغاء الترخيص
في عام 1995 تم إلغاء الترخيص الطبي الخاص بفودنبرغ. وينص موقع "كاسيواتش" على ما يلي: "وجد المجلس الطبي لولاية كارولينا الجنوبية أن فودنبرغ مذنبًا بارتكاب سلوك غير شائن أو غير أخلاقي أو غير مهني"، وغرمه 10000 دولار، وأمره بتسليم رخصته لوصفه مواد الخاضعة للمراقبة، وتعليق ترخيصه لأجل غير مسمى". وخلص المجلس إلى ما يلي:
اعترف المدعى عليه بأنه حصل في مناسبات عديدة على مواد خاضعة للمراقبة وأدوية بوصفة، وهي إستازولام وزولبيديم وفوروسيميد وبوتاسيوم من أحد موظفي مكتبه، وغيرهم، وأنه حصل بشكل غير مشروع على هذه المواد الخاضعة للرقابة لاستخدامه الخاص، وقد استخدم، في الواقع، هذه الأدوية لاستخدامه الشخصي.
وفي مقابلة مع صحيفة «بوست أند كوريه»، قال فودنبرغ أن «ادعاءات تناوله المشروبات الكحولية والأفيون كاذبة تمامًا» وحاول إسناد العديد من المشاكل إلى موظف سابق في المعهد الوطني للهجرة.

## وفاته
في 15 مارس 2014، توفي فودنبرغ في سن ال 85. كان لديه أربعة أبناء هم: درو فودنبرغ، بروكس فودنبرغ، ديفيد فودنبرغ وهيو فودنبرغ.